# Andy King
Andy King, właśc. Andrew Philip King (ur. 29 października 1988 w Maidenhead) – walijski piłkarz występujący na pozycji pomocnika. Zawodnik klubu Leicester City.

## Kariera klubowa
King treningi rozpoczął w 1998 roku w zespole Chelsea. W 2004 roku przeszedł do juniorów Leicester City, a w 2007 roku został włączony do jego pierwszej drużyny, grającej w Championship. W tych rozgrywkach zadebiutował 2 października 2007 roku w zremisowanym 0:0 pojedynku z Wolverhampton. 1 grudnia 2007 roku w przegranym 1:2 spotkaniu z Southampton strzelił pierwszego gola w Championship. W 2008 roku zajął z klubem 22. miejsce w lidze i spadł z nim do League One. W 2009 roku powrócił z zespołem do Championship. W marcu 2011 roku został kapitanem drużyny Leicester.

## Kariera reprezentacyjna
King urodził się w Anglii, ale ponieważ jego dziadek pochodził z Walii, Andy został uprawniony do gry w reprezentacji Walii. Występował w niej na szczeblach U-19 oraz U-21, a w pierwszej reprezentacji Walii zadebiutował 29 maja 2009 roku w wygranym 1:0 towarzyskim meczu z Estonią. 11 sierpnia 2010 roku w wygranym 5:1 towarzyskim spotkaniu z Luksemburgiem strzelił pierwszego gola w kadrze narodowej.